# New Queer Cinema
New Queer Cinema, aussi appelé Queer New Wave, est un terme inventé par la critique de cinéma B. Ruby Rich (en) dans le magazine Sight & Sound en 1992 pour définir et décrire un mouvement de cinéma indépendant sur le thème queer au début des années 1990.

## Définition
Le terme se développe à partir de l'utilisation du mot queer dans les écrits universitaires dans les années 1980 et 1990 comme une manière inclusive de décrire l'identité et l'expérience des gays, lesbiennes, bisexuels et transgenres, et définit également une forme de sexualité fluide et subversive de la compréhension traditionnelle de la sexualité.
Le principal studio de cinéma pour discuter de ces questions est judicieusement nommé New Line Cinema avec sa division Fine Line  Features. Depuis 1992, le phénomène est également décrit par divers autres universitaires et est utilisé pour décrire plusieurs autres films sortis depuis les années 1990. Les films du mouvement New Queer Cinema partagent généralement certains thèmes, tels que le rejet de l'hétéronormativité et la vie des protagonistes LGBT vivant en marge de la société,.

## Histoire

### Cinéma queer
Susan Hayward affirme que le cinéma queer a existé pendant des décennies avant qu'il ne reçoive son étiquette officielle, comme avec les films des créateurs français Jean Cocteau (Le Sang d'un poète, 1934) et Jean Genet (Un chant d'amour, 1950). Le cinéma queer est associé au cinéma d'avant-garde et underground (par exemple, les films d'Andy Warhol des années 1960). Dans le cinéma d'avant-garde, il y a des cinéastes lesbiennes, qui ont posé l'héritage du cinéma Queer, notamment Ulrike Ottinger, Chantal Akerman et Pratibha Parmar. Une influence importante sur le développement du cinéma queer a été les films d'art européens de Rainer Werner Fassbinder des années 1970 et 1980, qui ont ajouté une « sensibilité gay et queer » au film (par exemple Querelle, 1982, adapté du roman de Genet). Une autre influence sur le cinéma Queer est le cinéaste brésilien Héctor Babenco dont le film Le Baiser de la femme araignée (1985), dépeint un homme en prison qui est séduit par son compagnon de cellule. Ses films examinent également la relation entre l'oppression sexuelle, sociale et politique, qui allait devenir des thèmes clés du New Queer Cinema:192.
L'identification du cinéma Queer a probablement émergé au milieu des années 1980 sous l'influence de la théorie queer, qui vise à « remettre en cause et à pousser plus loin les débats sur le genre et la sexualité » tels que développés par la théorie féministe et à « confondre les essentialismes binaires autour du genre et de l'identité sexuelle, exposer leurs limites », et dépeignent le flou de ces rôles et identités. Les cinéastes de cinéma queer réalisaient parfois des films dans des genres généralement considérés comme traditionnels, puis renversaient les conventions en décrivant la « question du plaisir » et en célébrant l'excès, ou en rajoutant des thèmes homosexuels ou des éléments historiques là où ils avaient été effacés par le lavage direct (par exemple dans le film historique de Derek Jarman Edward II (1991)). Les cinéastes de cinéma queer appelaient à une « multiplicité de voix et de sexualités » et avaient également une « collection d'esthétiques différentes » dans leur travail. La question de « l'invisibilité lesbienne » avait été soulevée dans le cinéma queer, car plus de financements allaient aux cinéastes gays qu'aux réalisateurs lesbiens, comme c'est le cas avec l'industrie cinématographique hétérosexuelle/grand public, et en tant que tel, une grande partie du cinéma queer se concentrait sur « l'invisibilité des lesbiennes » construction du désir masculin.

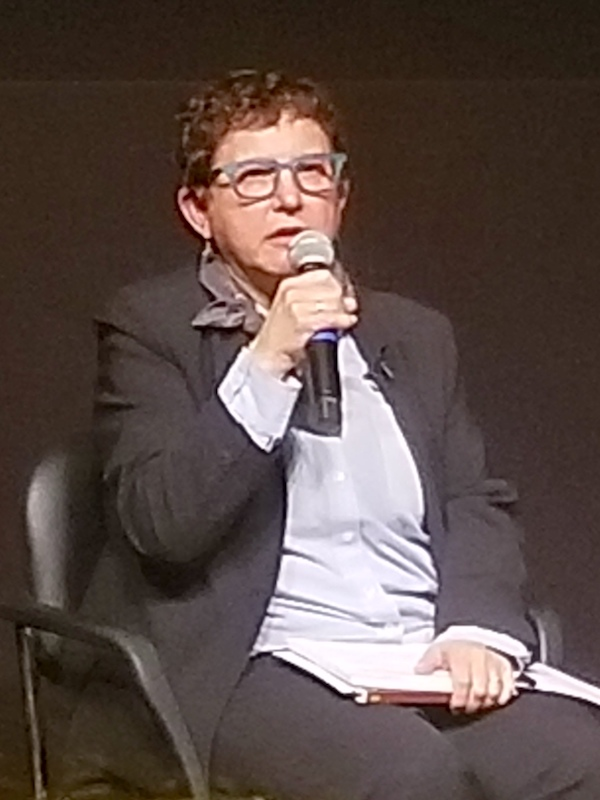
La critique de cinéma B. Ruby Rich, qui a inventé le terme « New Queer Cinema » en 1992.

## AuXXIesiècle
À partir des années 2010, plusieurs cinéastes LGBT, dont Rose Troche et Travis Mathews, ont identifié une nouvelle tendance dans le cinéma LGBT, dans laquelle l'influence du New Queer Cinema évoluait vers un public plus universel.
Rich, à l'origine de l'expression New Queer Cinema, a identifié l'émergence à la fin des années 2000 de films grand public sur le thème LGBT tels que Le Secret de Brokeback Mountain, Harvey Milk et Tout va bien ! The Kids Are All Right comme un moment clé dans l'évolution du genre. Troche et Mathews ont tous deux distingué Concussion (2013) de Stacie Passon, un film sur l'infidélité conjugale dans lequel le lesbianisme des personnages centraux est un aspect relativement mineur d'une histoire et le thème principal est de savoir comment une relation à long terme peut devenir troublée et insatisfaisante, peu importe de sa configuration de genre, comme un exemple marquant de la tendance. Le film français La Vie d'Adèle, qui a remporté la Palme d'or au Festival de Cannes 2013, est également désigné comme un exemple notable.

## Voir également
- Liste des films lesbiens, gays, bisexuels ou transgenres
- Histoire de l'homosexualité dans le cinéma américain (en)
- Festival du film lesbien, gay, bisexuel et transgenre de New York (en)
- Théorie queer
- Straightwashing (en)
- New Maricón Cinema (en)

## Sources
- B. Ruby Rich (en), “New Queer Cinema”, in: Sight & Sound, Volume 2, Issue 5 (septembre 1992)
- B. Ruby Rich, “Queer and present danger”, in: Sight & Sound, Volume 10, Issue 3 (mars 2000)
- (en) B. Ruby Rich, New queer cinema : the director's cut, Durham, London, Duke University Press, 2013, 322 p. (ISBN 978-0-822-35411-6 et 978-0-822-35428-4, OCLC 859436406, lire en ligne).
- (it) Pier Maria Bocchi, Mondo queer : cinema e militanza gay, Torino, Lindau, coll. « Le comete », 2005, 214 p. (ISBN 978-8-871-80548-1, OCLC 470233578).
- (en) Joseph Bristow, Sexuality, London, Routledge, coll. « New critical idiom », 1997, 248 p. (ISBN 978-0-415-12268-9 et 978-0-415-08494-9, OCLC 298922864, lire en ligne)
- (en) Cante, Gay Men and the Forms of Contemporary US Culture, London, Ashgate Publishing., coll. « Queer interventions », 2009 (ISBN 978-0-754-67230-2, OCLC 173218594)
- (en) Derek Jarman, Stephen McBride, Ken Butler et Christopher Marlowe, Queer Edward II, London, BFI Publishing, 1991, 169 p. (ISBN 978-0-851-70316-9, OCLC 28547359)
- Martin Frey, Derek Jarman - Bewegte Bilder eines Malers, BoD, 2008,  (ISBN 978-3-8370-1217-0)
- (en) Nick Rees-Roberts, French queer cinema, Edinburgh, Edinburgh University Press, 2008, 167 p. (ISBN 978-0-748-63419-4, OCLC 303579535, lire en ligne)
- (en) Mark Simpson (dir.), Anti-gay, London, Cassell, 1999, 163 p. (ISBN 978-0-304-33144-4 et 978-0-304-70534-4, OCLC 43393527)
- Tamsin Spargo, Foucault and Queer theory (1999),  (ISBN 1-84046-092-X)
- Colin Spencer, Homosexuality: A History (1995)  (ISBN 1-85702-447-8)
- Pamela Demory, Christopher Pullen (ed.), Queer Love in Film and Television: Critical Essays, Palgrave Macmillan, 2013.
- Robin Griffiths, Queer Cinema in Europe, Intellect Books, 2008.
- Richard Dyer, The Culture of Queers (2002).  (ISBN 0-415-22376-8)
- Axel Schock ; Manuela Kay, Out im Kino. Das lesbisch-schwule Filmlexikon (2004).  (ISBN 978-3-89656-090-2)
- Laura L. Doan, The Lesbian Postmodern, New York : Columbia University Press, 1994.
- Michele Aaron, New Queer Cinema: A Critical Reader, New Jersey : Rutgers University Press, 2004.